# 法克法克县
法克法克县（印尼语：Kabupaten Fakfak）是印度尼西亚西巴布亚省南部的一个县，行政中心位于法克法克。2010年统计，全县共有66,828人，2014年估计为77,112人。

## 地理
8月气温最低为20℃，最高温出现在9月，为32℃。2008年测得平均湿度84.8%，2007年测得年降雨量2,106.3毫米。

## 行政区划

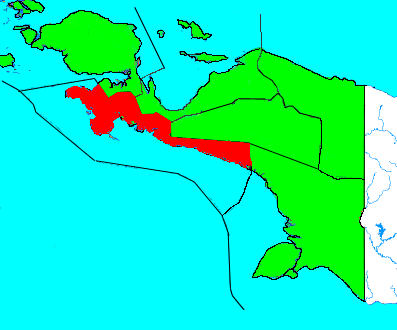
最早的法克法克县，当中还包含现在的凯马纳县和米米卡县

法克法克县于1969年随西伊里安省一同设立，后西伊里安省更名伊里安查亚省，法克法克县亦属之。1996年，印尼议会通过1996年第54号法案，将米米卡从法克法克县单列，设立行政县（印尼语：Kabupaten administrasi）。2002年凯马纳县从法克法克县分出。2003年西伊里安查亚省设立，法克法克县归属西伊里安查亚省，后该省更名西巴布亚省。
法克法克县下设9个区（Kecamatan或Distrik），区下又设125个村（其中7个是kelurahan，118个是kampung。
| 区                       | 人口 2010普查 |
| ------------------------ | ------------- |
| 东法克法克 Fakfak Timur  | 2,992         |
| Karas                    | 2,597         |
| 法克法克                 | 33,171        |
| 中法克法克 Fakfak Tengah | 9,872         |
| 西法克法克 Fakfak Barat  | 4,122         |
| Kokas                    | 4,610         |
| 帕蒂佩湾 Teluk Patipe    | 3,771         |
| Kramongmongga            | 2,740         |
| Bomberay                 | 2,950         |

## 宗教
本县居民中穆斯林占大多数，伊斯兰教信教人数占全县人口的63.2％，其次是基督教占25.1％，天主教占11.4％。